# Neveléstörténet
A neveléstörténet olyan tudományág, mely a neveléstudomány és a történettudomány részdiszciplínája, azok metszetében található. Az MTA működtet ilyen nevű albizottságot, a diszciplínát egyetemen és főiskolán egyaránt oktatják.

## Területei
- Művelődéstörténet
- Oktatáspolitikatörténet
- Pedagógiai eszmetörténet
- Gyermekkortörténet, stb.

## Neves képviselői 1: MTA doktorok, akadémikusok
- Donáth Péter, az MTA doktora
- Karády Viktor,[1] az MTA külső tagja
- Ladányi Andor, az MTA doktora
- Mann Miklós, az MTA doktora
- Nagy Péter Tibor,[2] az MTA doktora
- Németh András,[3] az MTA doktora
- Pukánszky Béla,[4] az MTA doktora

## Neves képviselői 2: Egyetemi tanárok, tudományos vezetők a 21. században
- Szabolcs Éva (a budapesti doktori iskola vezetője)
- Kéri Katalin (a pécsi doktori iskola vezetője)
- Kelemen Elemér (az MTA neveléstörténeti albizottságának elnöke)

## Neves képviselői 3: a 20. században betöltött magas tudományos pozíciók birtokosai
- Fináczy Ernő
- Kosáry Domokos, az MTA tagja
- Mészáros István, az MTA doktora
- Bajkó Mátyás
- Vág Ottó
- Felkai László
- Köte Sándor
- Horváth Márton

## Magyar nyelvű neveléstörténetek
- Az ókori nevelés története. – Vezérfonal egyetemi előadásokhoz – Budapest (1906; 1922; 1926; 1984). ISBN 963 02 3034 8
- A középkori nevelés története. – Vezérfonal egyetemi előadásokhoz – Budapest (1914; 1926; 1985). ISBN 963 02 3492 0
- A renaissancekori nevelés története. – Vezérfonal egyetemi előadásokhoz – Budapest (1919; 1986). ISBN 963 02 4025 4
- Az újkori nevelés története, 1600–1800. – Vezérfonal egyetemi előadásokhoz – Budapest (1927; 1986). ISBN 963 02 4378 4
- Neveléselméletek a XIX. században. Budapest (1934)
- Prohászka Lajos: Az európai ókor neveléstörténete (szerk. Orosz Gábor a szerző egyetemi előadásaiból), Kossuth Egyetemi Kiadó, Debrecen, 2004, ISBN 963 472 798 0 (elektronikus elérés: )
- Prohászka Lajos: Az európai középkor, reneszánsz és a 16. század neveléstörténete (szerk. Orosz Gábor a szerző egyetemi előadásaiból), Kossuth Egyetemi Kiadó, Debrecen, 2004, ISBN 963 472 861 8 (elektronikus elérés: )

## Külső hivatkozások
- Főbb hazai digitális irodalma
- Főbb hazai szakirodalma  és a
- Enc. Brit. History of education címszava, Bowen háromkötetes műve. (angolul)